# Single numer jeden w roku 2025 (Korea Południowa)
Circle Digital Chart to wykres przedstawiający najlepiej radzące sobie single w Korei Południowej. Zarządzany przez krajowe Ministerstwo Kultury, Sportu i Turystyki (MCST), dane są gromadzone przez Korea Music Content Industry Association i publikowane przez Circle Chart. Ranking opiera się na łącznej liczbie pobrań każdego singla, liczbie odtworzeń i wykorzystaniu muzyki w tle. Circle Chart dostarcza cotygodniowych (od niedzieli do soboty), miesięcznych i rocznych list dla tego zestawienia.

## Notowanie tygodniowe
| Data publikacji | Tytuł             | Artysta                              | Źródło |
| --------------- | ----------------- | ------------------------------------ | ------ |
| 4 stycznia      | „Apt.”            | Rosé i Bruno Mars                    | [ 3 ]  |
| 11 stycznia     | „Home Sweet Home” | G-Dragon featuring Taeyang i Daesung | [ 4 ]  |
| 18 stycznia     | „Home Sweet Home” | G-Dragon featuring Taeyang i Daesung | [ 5 ]  |
| 25 stycznia     | „Home Sweet Home” | G-Dragon featuring Taeyang i Daesung | [ 6 ]  |
| 1 lutego        | „Home Sweet Home” | G-Dragon featuring Taeyang i Daesung | [ 7 ]  |
| 8 lutego        | „Home Sweet Home” | G-Dragon featuring Taeyang i Daesung | [ 8 ]  |
| 15 lutego       | „Rebel Heart”     | Ive                                  | [ 9 ]  |
| 22 lutego       | „Rebel Heart”     | Ive                                  | [ 10 ] |
| 1 marca         | „Too Bad”         | G-Dragon featuring Anderson .Paak    | [ 11 ] |
| 8 marca         | „Too Bad”         | G-Dragon featuring Anderson .Paak    | [ 12 ] |
| 15 marca        | „Too Bad”         | G-Dragon featuring Anderson .Paak    | [ 13 ] |
| 22 marca        | „Too Bad”         | G-Dragon featuring Anderson .Paak    | [ 14 ] |
| 29 marca        | „Too Bad”         | G-Dragon featuring Anderson .Paak    | [ 15 ] |
| 5 kwietnia      | „Too Bad”         | G-Dragon featuring Anderson .Paak    | [ 16 ] |

## Notowanie miesięczne
| Miesiąc | Tytuł             | Wykonawca                            | Źródło |
| ------- | ----------------- | ------------------------------------ | ------ |
| Styczeń | „Home Sweet Home” | G-Dragon featuring Taeyang i Daesung | [ 17 ] |
| Luty    | „Rebel Heart”     | Ive                                  | [ 18 ] |
| Marzec  | „Too Bad”         | G-Dragon featuring Anderson .Paak    | [ 19 ] |